# Amrit Kaur

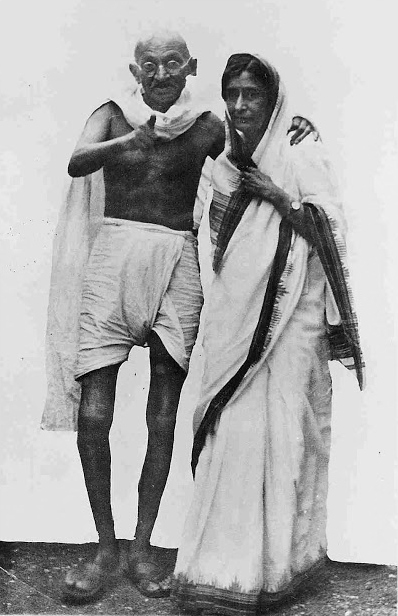
Amrit Kaur mit Mahatma Gandhi 1945

Rajkumari Amrit Kaur (* 2. Februar 1889 in Lakhnau, Uttar Pradesh; † 2. Oktober 1964) war eine indische Politikerin christlichen Glaubens.

## Biografie
Amrit Kaur war die Tochter von Harnam Singh, dem zweiten Sohn des Maharajas von Kapurthala. Sie besuchte Privatschulen in England und lernte bereits früh in Marnorville, der Residenz ihres Vaters in Shimla, führende Politiker der indischen Unabhängigkeitsbewegung wie Mohandas Karamchand Gandhi und Motilal Nehru kennen.  Diese suchten den Rat des zum Christentum konvertierten Harnam Singh.
Später wurde die in England ausgebildete und auch sportlich erfolgreiche Prinzessin für sechzehn Jahre eine der Sekretärinnen Gandhis und schließlich auch dessen Beraterin, insbesondere zu Fragen des Frauenwahlrechts sowie der Gleichberechtigung. Ihre Vorstellungen zu diesen Themen veröffentlichte sie in Büchern wie Aufruf an die Frauen und Für Frauen und wurde zur Mitgründern des All-Indischen Frauenkomitees des Indischen Nationalkongresses (INC).
Nach der Souveränität Indiens vom Vereinigten Königreich am 15. August 1947 begann sie schließlich ihre politische Laufbahn und wurde von Premierminister Jawaharlal Nehru 1947 in die erste zwölfköpfige Regierung Indiens berufen, in der sie bis 1957 Gesundheitsministerin war. Als solche war sie 1950 auch Präsidentin der Versammlung der Weltgesundheitsorganisation (WHO), der World Health Assembly. Zwischen 1951 und 1957 war sie zusätzlich Kommunikationsministerin im Kabinett Nehrus. 1960 wurde sie Präsidentin des indischen Badmintonverbandes.
Nach ihrem Ausscheiden aus der Regierung wurde sie 1957 Mitglied des Oberhauses (Rajya Sabha) und gehörte diesem bis zu ihrem Tode an.